# Юга, Даньел
Даньел Юга (рум. Daniel Iuga, р. 13 ноября 1945) — румынский стрелок, призёр Олимпийских игр.
Родился в 1945 году в Тыргу-Окна. В 1972 году принял участие в Олимпийских играх в Мюнхене, где завоевал серебряную медаль в стрельбе из произвольного пистолета на дистанции 50 м, и стал 12-м в стрельбе из скорострельного пистолета на дистанции 25 м. В 1976 году принял участие в Олимпийских играх в Монреале, но там в стрельбе из произвольного пистолета был лишь 34-м. В 1980-м году на Олимпийских играх в Москве в стрельбе из произвольного пистолета стал 17-м.